# Садове (Броварський район)
Садо́ве — село (до 2009 року — селище) Броварського району Київської області, 1929 року заснування. Населення становить 1548 осіб. Входить до складу Березанської міської громади. До 12 червня 2020 року було центром Садівської сільської ради.

## Населення
Згідно з переписом УРСР 1989 року чисельність наявного населення села становила 1753 особи, з яких 805 чоловіків та 948 жінок.
За переписом населення України 2001 року в селищі мешкала 1661 особа.

### Мова
Розподіл населення за рідною мовою за даними перепису 2001 року:
| Мова       | Відсоток |
| ---------- | -------- |
| українська | 96,74 %  |
| російська  | 3,26 %   |

## Економіка
На території Садового розташована одна з найбільших птахофабрик Київської області «ЗАТ Агрофірма Березанська птахофабрика».